# Foo
Foo o foobar es un término genérico ampliamente usado para aludir a cualquier entidad informática cuyo nombre se ignora o no se quiere expresar. Por sí misma, la palabra foo no tiene un significado preciso; solamente es una representación lógica en el sentido en que las letras "x" e "y" se usan en álgebra para representar un número desconocido.
La palabra foo aparece en el idioma inglés como un neologismo dada su popularidad en describir conceptos en las ciencias informáticas y muchas personas la consideran un ejemplo canónico de una variable metasintáctica. Se usa de forma amplia en la bibliografía informática anglosajona, generalmente en los ejemplos de programación y pseudocódigo. La Real Academia Española no reconoce esta palabra como parte del idioma español.
El origen de tal palabra no está muy claro porque tiene antecedentes muy complicados, incluyendo una larga historia en los guiones de cómics y caricaturas, sin embargo también existe el neologismo fubar que significa fucked up beyond all recognition o tan destruido que es irreconocible.
Tal como se pueden nombrar a personas desconocidas como fulano, mengano, perengano, perencejo, citano, pepito o zutano, en la informática también existe una familia de palabras. 